# Danthonia cumminsii
Danthonia cumminsii är en gräsart som beskrevs av Joseph Dalton Hooker. Danthonia cumminsii ingår i släktet knägrässläktet, och familjen gräs. Inga underarter finns listade i Catalogue of Life.